# Jeremy Scahill
Jeremy M. Scahill (Chicago, 18 ottobre 1974) è un giornalista statunitense.
Giornalista investigativo, è noto per la sua pubblicazione Blackwater: The Rise of the World's Most Powerful Mercenary Army (Nation Books, 2007) sulla compagnia militare privata Academi, che gli ha valso il premio giornalistico George Polk Awards nel 2008.
Dal suo libro Dirty Wars: The World Is a Battlefield (Nation Books, 2013) è stato tratto il documentario Dirty Wars, co-scritto e prodotto dallo stesso Scahill che funge anche da voce narrante. Il documentario è stato presentato al Sundance Film Festival del 2013. A febbraio 2014 ha fondato insieme a Glenn Greenwald e Laura Poitras il giornale online The Intercept. Vive a Brooklyn.

## Biografia
Scahill è nato a Chicago, in Illinois, ed è cresciuto a Wauwatosa, nella contea di Milwaukee in Wisconsin. I genitori Lisa e Michael Scahill sono entrambi infermieri e attivisti. Dopo il diploma alla Wauwatosa East High School, Scahill si è iscritto all'Università del Wisconsin decidendo poi di lasciare gli studi per cominciare a lavorare in una serie di ricoveri per senzatetto sulla East Coast. Ha cominciato la sua carriera come stagista non retribuito presso la testata giornalistica non-profit Democracy Now! del network di Pacifica Radio. Nel 2000 Scahill ha prodotto la serie TV di Michael Moore The Awful Truth per la rete televisiva statunitense Bravo

### Democracy Now!
Scahill ha lavorato come corrispondente e senior producer per Democracy Now!, e continua a realizzare contributi per la testata. Nel 1998, con il suo collega di Democracy Now! Amy Goodman, ha ricevuto il George Polk Award per il radio documentario Drilling and Killing: Chevron and Nigeria's Oil Dictatorship, sul ruolo della Chevron Corporation nell'uccisione di due attivisti ambientali nigeriani.
Sempre nel 1998 Scahill ha prodotto un servizio sull'impatto delle sanzioni economiche sull'Iraq e sui bombardamenti nella Zona d'interdizione al volo nell'Iraq settentrionale e meridionale.

### First Look Media eThe Intercept
A ottobre 2013, insieme a Glenn Greenwald e Laura Poitras, Scahill ha fondato l'organizzazione First Look Media, testata online di giornalismo investigativo finanziata dal fondatore di eBay Pierre Omidyar. La sua prima pubblicazione online è The Intercept, partito il 10 febbraio 2014 e del quale Scahill è l'editore, insieme a Laura Poitras e Glenn Greenwald.

## Lavori principali

### Corrispondente

#### Guerra del Kosovo
Nel 1999 Scahill si è occupato della Guerra del Kosovo come inviato a Belgrado a nello stesso Kosovo. In un articolo sull'International Socialist Review Scahill ha accusato l'amministrazione provvisoria dell'ONU in Kosovo di complicità con le atrocità commesse da Albanesi nei confronti di Serbi. Dopo la morte di Slobodan Milošević nel 2006, Scahill ha accusato il Tribunale penale internazionale per l'ex-Jugoslavia (ICTY) di mettere in pratica la giustizia dei vincitori, non essendo al livello di una vera corte di giustizia internazionale.

#### Guerra al terrorismo
Tra il 2001 e il 2003 Scahill ha realizzato diversi servizi da Baghdad per Democracy Now!, spesso in collaborazione con Amy Goodman, e per altre testate giornalistiche. Scahill ha poi realizzato servizi dall'Afghanistan, Iraq, Somalia, Yemen ed ex-Jugoslavia. A luglio 2011 Scahill ha rivelato la presenza di un centro antiterrorismo della CIA nell'aeroporto di Mogadiscio, Somalia, nonché di una prigione segreta negli scantinati della sede della Somali Police Force, sovvenzionata da fondi USA e in cui — secondo un ufficiale statunitense — i prigionieri vengono interrogati da agenti USA.
Dopo che la "Kill List" del Presidente Obama è divenuta di dominio pubblico, Scahill è stato spesso citato come esperto di uccisioni extragiudiziali.
Nel 2013, Scahill si è occupato del caso del giornalista yemenita incarcerato Abdulelah Haider Shaye. In un suo articolo, Scahill riporta che Barack Obama avrebbe appoggiato il governo dello Yemen per tenere Shaye in prigione, dopo che quest'ultimo ha descritto la presenza di missili Tomahawk sul sito del bombardamento di Al-Majalah.

### Libri

#### Blackwater
Il primo libro di Scahill è il bestseller del The New York Times  Jeremy Scahill, Blackwater: The Rise of the World's Most Powerful Mercenary Army, 1ª ed., Perseus Books, tascabile, 2008, ISBN 1-56858-394-X. Il libro si occupa del ruolo della Compagnia militare privata Blackwater (attualmente Academi) in Iraq.
Scahill ha continuato a occuparsi della Blackwater, segnalandone presenza e attività a New Orleans dopo l'Uragano Katrina. I suoi servizi hanno dato luogo a un'inchiesta da parte del Congresso e a un'indagine interna al Dipartimento di Sicurezza Nazionale.

#### Dirty Wars

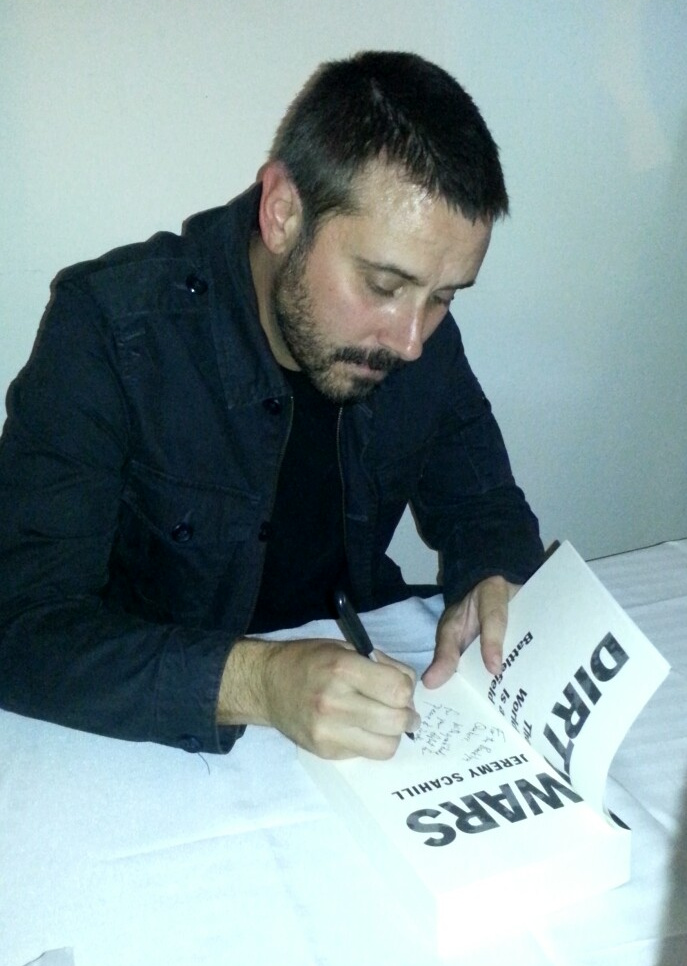
Scahill at a book signing (2014)

Il secondo libro di Scahill è  Jeremy Scahill, Dirty Wars: The World Is a Battlefield, 1ª ed., Nation Books, tascabile, 23 aprile 2013, ISBN 978-1-56858-954-1. La premessa del libro è la continuazione da parte dell'amministrazione Obama della dottrina di Bush secondo la quale il mondo è un campo di battaglia e della politica di operazioni segrete e uccisioni mirate di sospetti terroristi. Dal libro è stato tratto il documentario Dirty Wars, scritto da Scahill e David Riker e diretto da Richard Rowley. Scahill è anche il produttore del film, cui presta la sua voce narrante. Dirty Wars è uscito al Sundance Film Festival il 18 gennaio 2013.

#### The Assassination Complex
Il terzo libro di Scahill è  Jeremy Scahill, The Assassination Complex: Inside the US government's secret drone warfare programme, 1ª ed., Profile Books, tascabile, 28 aprile 2016, ISBN 978-1-78125-772-2. In questo libro, Scahill e i suoi colleghi di The Intercept indagano sull'utilizzo da parte del governo americano dei droni nella guerra al terrorismo e in particolare su casi di uccisioni extragiudiziali.

## Premi e riconoscimenti
Scahill ha ricevuto numerosi premi per i suoi lavori, tra i quali:
- nel 1998 il George Polk Award per il suo lavoro di corrispondente dall'estero e di nuovo nel 2008 per il suo libro Blackwater[31]
- nel 2010 il secondo Izzy Award per giornalismo indipendente ("special achievement in independent media")[32]
- nel 2013 il Windham–Campbell Literature Prize[33][34].